# Selambina trajiciens
Selambina trajiciens är en fjärilsart som beskrevs av Walker 1858. Selambina trajiciens ingår i släktet Selambina och familjen nattflyn. Inga underarter finns listade.